# النيابة الرسولية لشمال شبه الجزيرة العربية

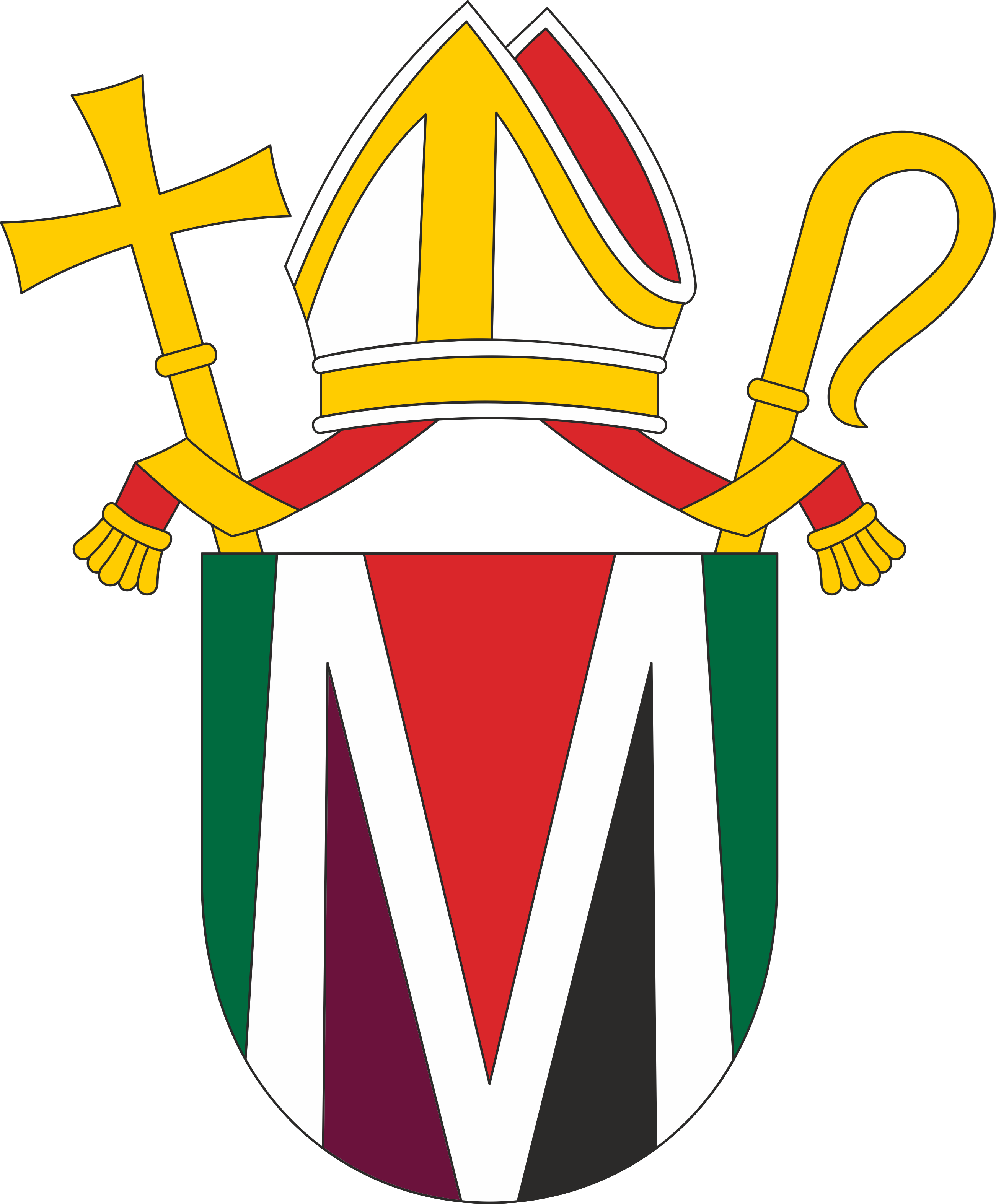
شعار النيابة الرسولية لشمال شبه الجزيرة العربية.

النيابة الرسولية لشمال شبه الجزيرة العربية (باللاتينية: Vicariatus Apostolicus Arabiæ Septentrionalis) هي النيابة الرسولية الكاثوليكية التي يقع مقرها في البحرين. وتشمل الدول: البحرين، الكويت، قطر، والمملكة العربية السعودية، بالرغم من عدم وجود كنائس في المملكة العربية السعودية. تخدم النيابة حوالي مليوني كاثوليكي يتوزعون على أربعة أبرشيات، وتعد مركز النيابة كاتدرائية العائلة المقدسة في الكويت.
تأسست في 1953 في الكويت، وفي أغسطس 2012، تقرر نقل مقر النيابة من الكويت إلى البحرين بسبب أن البحرين هي الأقرب إلى المملكة العربية السعودية، حيث معظم الناس العاديين في النيابة يعيشون فيها. وهناك سبب آخر لنقل أن البحرين لديها سياسة التأشيرات أكثر تساهلاً.

## الكنائس
الكويت
أنظر أيضا: الرومانية الكاثوليكية في الكويت
- كاتدرائية العائلة المقدسة - الكويت
- كنيسة سيدة العرب في الأحمدي
- كنيسة القديسة تيريز في السالمية
- كنيسة مار دانيال كومبوني في جليب الشيوخ

البحرين
أنظر أيضا: الرومانية الكاثوليكية في البحرين
- كنيسة القلب المقدس ، المنامة
- كاتدرائية سيدة العرب - البحرين[2][3]

قطر
أنظر أيضا: الرومانية الكاثوليكية في قطر
- كنيسة سيدة الوردية

السعودية
أنظر أيضا: الرومانية الكاثوليكية في السعودية